# Kay Parker
Kay Parker (anglès: Kay Rebecca Taylor)  (Birmingham, 28 d'agost de 1944 - Los Angeles, 14 d'octubre de 2022) fou una consellera i mentora metafísica. És autora d'una autobiografia Taboo: Sacred, Don't Touch que narra la seva vida, inclosa la seva feina com a actriu en pel·lícules per adults.

## Primers anys
Nascuda a Anglaterra, va créixer en una llar conservadora. Es va traslladar als Estats Units als 21 anys. Després de traslladar-se als Estats Units, va tenir una carrera reeixida en el negoci d'importació. Mentre vivia a San Francisco, es va interessar per l'actuació i va començar a estudiar drama.

## Carrera
Parker va ser presentat a la indústria del cinema per adults a finals de la dècada de 1970 per l'actor John Leslie, qui li va suggerir que participés en una de les seves properes pel·lícules. Va fer la seva primera aparició a 'V' - The Hot One en un paper no sexual. Poc després, el director porno Anthony Spinelli la va convèncer perquè fes la seva primera escena de sexe a Sex World (1977). Tot i que va entrar a la indústria del cinema per adults a una edat més gran que la majoria, es va convertir en una estrella destacada en el camp i sovint es va emparellar amb companys de sèrie més joves. Generalment va interpretar papers de dones madures, com maers, madrastres, tietes riques, divorciades milionàries, etc. És ben coneguda pel seu paper a Dracula Sucks (1978) i a la pel·lícula de 1980 Taboo. Es va retirar del porno a mitjans dels anys 80 i durant un temps va treballar per a Caballero Home Video com a representant de relacions públiques. També va aparèixer en petits papers en diverses pel·lícules i sèries de televisió convencionals, com ara The Best Little Whorehouse in Texas.

## Darrers anys
El 2001 va escriure la seva autobiografia titulada Taboo: Sacred, Don't Touch: An Autobiographical Journey Spanning Six Thousand Years en la qual va escriure sobre la seva primera infància, la seva carrera en la indústria per a adults i les seves experiències amb la metafísica. El 2016 es va publicar una versió revisada, Taboo: Sacred Don't Touch – The Revised Version (ISBN 978-1-36-741153-1). Ara Parker té un canal de YouTube visualitzada internacionalment on respon a les preguntes dels seus vídeos dels seus fans sobre una infinitat de temes sobre espiritualitat i exercicis espirituals per al creixement personal personal. També ofereix sessions personals de Skype amb clients que la paguen per assessorament espiritual.
Parker és el tema del documental A Taboo Identity, que narra la seva transició d'estrella porno a consellera metafísica.

## Filmografia
- 7 Into Snowy, dirigida per Antonio Shepherd (1977)
- Sex World, dirigida per Anthony Spinelli (1977)
- V: The Hot One, dirigida per Gary Graver (1978)
- Chorus Call, dirigida per Antonio Shepherd (1978)
- The Health Spa, dirigida per Clair Dia (1978)
- Untamed, dirigida per Richard Kanter (1978)
- Dracula Sucks, dirigida per Phillip Marshak (1978)
- Kate and the Indians, dirigida per Allen Swift (1979)
- Taboo, dirigida per Kirdy Stevens (1980)
- Champagne for Breakfast, dirigida per Chris Warfield (1980)
- Downstairs/Upstairs, dirigida per Joseph Bardo (1980)
- Dracula's Bride, dirigida per William Margold & Phillip Marshak (1980)
- The Dancers, dirigida per Anthony Spinelli (1981)
- Fast Cars Fast Women, dirigida per Scott McHaley (1981)
- The Seven Seductions, dirigida per Charles Webb (1982)
- Vista Valley PTA, dirigida per Anthony Spinelli (1981)
- Body Talk, dirigida per Pedie Sweet (1982)
- Desire, dirigida per Vinnie Rossi (1982)
- Intimate Lessons, dirigida per Phillip Marshak (1982)
- Memphis Cathouse Blues, dirigida per Ken Gibb (1982)
- Casanova II, dirigida per Carlos Tobalina (1982)
- The Best Little Whorehouse in Texas, dirigida per Colin Higgins (1982)
- Taboo 2, dirigida per Kirdy Stevens (1982)
- Satisfactions, dirigida per Gary Graver (1983)
- Private Teacher, dirigida per Gary Graver (1983)
- Fantasy Follies, dirigida per Drea (1983)
- Swedish Erotica 45 (1983)
- Sweet Young Foxes, dirigida per Bob Chinn (1983)
- The Young Like It Hot, dirigida per Bob Chinn (1983)
- Nasty Nurses, dirigida per Paul Vatelli (1984)
- Eighth Erotic Film Festifal, dirigida per Jack Genero (1984)
- Erotic Radio WSEX, dirigida per Bob Augustus (1984)
- Matinee Idol, dirigida per Henri Pachard (1984)
- Firestorm, dirigida per Cecil Howard (1984)
- Tomboy, dirigida per Henning Schellerup (1984)
- L'amour, dirigida per Marga Aulbach & Jack Remy (1984)
- Sex Play, dirigida per Gary Graver (1984)
- Spectators, dirigida per Anthony Spinelli (1984)
- Taboo 3, dirigida per Kirdy Stevens (1984)
- Too Hot To Touch, dirigida per Bob Vosse (1985)
- I Want To Be Bad, dirigida per Gary Graver (1985)
- Connection Live (1985)
- Hot Blooded, dirigida per Stu Segall (1985)
- Ladies Of The 80's, dirigida per Mark Richards (1985)
- Lorelei, dirigida per Jack Remy (1985)
- Nice And Tight, dirigida per Bob Chinn (1985)
- Traci's Fantasies, dirigida per Paul Vatelli (1986)
- Night on the Wild Side, dirigida per Charles Webb (1986)
- Careful, He May Be Watching, dirigida per Richard Pacheco (1987)
- Bigger the Better 1 (1988)
- Stairway to Paradise, dirigida per Sharon Kane (1991)
- Taboo 9, dirigida per Alex de Renzy (1991)
- Desert Winds, dirigida per Michael A. Nickles (1994)
- Merchants of Venus, dirigida per Len Richmond (1998)
- Naked Angel, dirigida per Bud Lee (1999)

## Premis
- 1983: Premi de l'Adult Film Association of America a la millor actriu secundària per Sweet Young Foxes[12]
- 1985: XRCO Special Merit Award
- AVN Hall of Fame[13]
- 1990: XRCO Hall of Fame[14]
- 2017: Top 12 Spirited Woman Book Pick List